# Todd Solondz
Todd Solondz (né le 15 octobre 1959 à Newark dans le New Jersey) est un réalisateur et scénariste américain.

## Biographie
Réalisateur aimant par-dessus tout la controverse, il se fait connaître du grand public en 1995 par Bienvenue dans l'âge ingrat, chronique sarcastique sur la découverte de l'amour par une adolescente (qui gagne le prix du jury à Sundance et à Deauville). 
La majorité de ses films se déroule dans le New Jersey (État dont Solondz est natif), pendant provincial de New York, dont il aime se moquer pour le ridicule de sa petite bourgeoisie.
C'est dans cet État que se développe l'histoire de son plus grand succès, Happiness, qui dépeint les destins croisés de personnages de la middle class américaine d'apparence quelconques, qui incarnent en réalité jusqu'aux pires extrémités des mœurs dépravées. On trouve parmi eux une célibataire frustrée, un pervers au téléphone et une bourgeoise bon chic bon genre dont le mari se révèle être un pédophile. Ce film aux thèmes perturbants et au cynisme désarçonnant lui vaut le Prix Très Spécial décerné par un jury d'historiens et de critiques et une reconnaissance du cinéma indépendant en général.
Ses films suivants traitent aussi de thèmes provocateurs et dérangeants, toujours évoqués à travers des situations teintées d'un humour noir et cynique comme l'histoire d'une fille de 12 ans qui cherche à tout prix à être enceinte (Palindromes). 
En 2009 sort Life During Wartime qui est la suite de Happiness.

## Filmographie
- 1985 : Schatt's Last Shot (court métrage)
- 1989 : Fear, Anxiety & Depression
- 1995 : Bienvenue dans l'âge ingrat (Welcome to the Dollhouse)
- 1998 : Happiness
- 2001 : Storytelling
- 2004 : Palindromes
- 2009 : Life During Wartime
- 2011 : Dark Horse
- 2016 : Le Teckel (Wiener-Dog)